# J. League Division 1 2002
La temporada de 2002 de la J. League fue el décimo campeonato profesional de Japón celebrado en el país. Tuvo lugar desde el 3 de marzo hasta el 30 de noviembre de 2002, y contó con dieciséis equipos en J1 y doce en J2. El campeonato coincidió con la celebración de la Copa Mundial de Fútbol 2002.
El vencedor de ese año fue Júbilo Iwata, que además fue el primer campeón sin jugar final tras quedar como líder en las dos rondas.

## Ascensos y descensos
| Pos | Ascendidos de la J. League Division 2 2001 |
| --- | ------------------------------------------ |
| 1.º | Kyoto Purple Sanga                         |
| 2.º | Vegalta Sendai                             |

| Pos  | Descendidos en la temporada 2001 |
| ---- | -------------------------------- |
| 15.º | Avispa Fukuoka                   |
| 16.º | Cerezo Osaka                     |

## Sistema del campeonato
Se mantuvo el sistema de dos rondas en J1 con final de campeonato y de liga única en la J2. Los dos peores de la J1 a lo largo de todas las dos rondas descienden y son sustituidos por los dos equipos ganadores de la J2.

### Equipos de la J. League 1
| - Consadole Sapporo - FC Tokyo - JEF United Ichihara - Gamba Osaka |  | - Júbilo Iwata - Kashima Antlers - Kashiwa Reysol - Kyoto Purple Sanga |  | - Nagoya Grampus Eight - Sanfrecce Hiroshima - Shimizu S-Pulse - Tokyo Verdy 1969 |  | - Urawa Red Diamonds - Vegalta Sendai - Vissel Kobe - Yokohama F. Marinos |

### Equipos de la J. League 2
| - Albirex Niigata - Avispa Fukuoka - Cerezo Osaka - Kawasaki Frontale |  | - Mito HollyHock - Montedio Yamagata - Oita Trinita - Omiya Ardija |  | - Sagan Tosu - Shonan Bellmare - Ventforet Kofu - Yokohama FC |

El sistema de competición en la J1 es similar al de los Torneos Apertura y Clausura, mientras que en la J2 se disputó una liga única a cuatro rondas: dos a ida y dos a vuelta (44 partidos en total). El método de puntuaciones por victoria se mantuvo en la J1 (3 en victoria, 2 si se vence en la prórroga con gol de oro, 1 por empate para los dos clubes y 0 derrota)
Pero en la segunda categoría se eliminó, por lo que la J2 tuvo un sistema como el de las ligas europeas: 3 puntos victoria, 1 empate y 0 la derrota.

## J. League 1
La J. League cumplía su décimo aniversario con la celebración del Mundial de la FIFA 2002 en Corea del Sur y Japón. Este evento generó una gran expectación en el país. Esto se vio recompensado con buenas asistencias a los estadios, tanto en la J1 como en la J2, similares a las de 1994.
La principal categoría estuvo dominada por Júbilo Iwata, que venció en las dos fases. Si bien la primera ronda estuvo disputada entre este equipo y Yokohama F. Marinos, el segundo notó la ausencia de Shunsuke Nakamura (traspasado a la Reggina) y sucumbió ante los de Shizuoka. En la segunda, Júbilo Iwata venció con seis puntos de diferencia sobre el segundo gracias a su goleador Naohiro Takahara, que anotó 26 goles en 29 partidos.
Al ganar tanto en el apertura como en el clausura, Júbilo Iwata no tuvo que jugar una final y se proclamó campeón de Liga. La empresa patrocinadora de la final (Suntory) comenzó a replantearse el patrocinio de la misma, por lo que la J. League comenzó a debatir una posible modificación del sistema a una liga regular como en la temporada 1997

### Clasificación

#### Primera fase
Del 3 de marzo al 17 de agosto
| Pos. | Equipo               | Pts. | PJ | G | GPR | E | PPR | P  | GF | GC | Dif. | Clasificación        |
| ---- | -------------------- | ---- | -- | - | --- | - | --- | -- | -- | -- | ---- | -------------------- |
| 1    | Júbilo Iwata (Q)     | 36   | 15 | 9 | 4   | 1 | 0   | 1  | 39 | 17 | +22  | Final del Campeonato |
| 2    | Yokohama F. Marinos  | 33   | 15 | 8 | 3   | 3 | 0   | 1  | 28 | 11 | +17  |                      |
| 3    | Nagoya Grampus Eight | 29   | 15 | 9 | 1   | 0 | 1   | 4  | 28 | 18 | +10  |                      |
| 4    | Gamba Osaka          | 27   | 15 | 8 | 1   | 1 | 2   | 3  | 35 | 19 | +16  |                      |
| 5    | Kashima Antlers      | 27   | 15 | 9 | 0   | 0 | 2   | 4  | 21 | 18 | +3   |                      |
| 6    | Kyoto Purple Sanga   | 24   | 15 | 5 | 4   | 1 | 0   | 5  | 26 | 18 | +8   |                      |
| 7    | Shimizu S-Pulse      | 24   | 15 | 5 | 3   | 3 | 0   | 4  | 17 | 19 | −2   |                      |
| 8    | JEF United Ichihara  | 23   | 15 | 6 | 1   | 3 | 1   | 4  | 22 | 23 | −1   |                      |
| 9    | Vegalta Sendai       | 20   | 15 | 6 | 1   | 0 | 3   | 5  | 23 | 27 | −4   |                      |
| 10   | F.C. Tokyo           | 17   | 15 | 5 | 0   | 2 | 2   | 6  | 23 | 27 | −4   |                      |
| 11   | Urawa Red Diamonds   | 14   | 15 | 3 | 2   | 1 | 2   | 7  | 21 | 24 | −3   |                      |
| 12   | Tokyo Verdy 1969     | 13   | 15 | 2 | 3   | 1 | 0   | 9  | 15 | 24 | −9   |                      |
| 13   | Vissel Kobe          | 12   | 15 | 3 | 1   | 1 | 5   | 5  | 12 | 22 | −10  |                      |
| 14   | Kashiwa Reysol       | 11   | 15 | 3 | 1   | 0 | 1   | 10 | 20 | 31 | −11  |                      |
| 15   | Sanfrecce Hiroshima  | 10   | 15 | 3 | 0   | 1 | 2   | 9  | 14 | 26 | −12  |                      |
| 16   | Consadole Sapporo    | 6    | 15 | 2 | 0   | 0 | 4   | 9  | 15 | 35 | −20  |                      |

 Fuente: J. League Data Site: 2002 J.LEAGUE Division 1 1st League table
Criterios de clasificación: 1) puntos; 2) diferencia de goles; 3) número de goles marcados; 4) resultados entre los equipos en cuestión.

#### Segunda fase
Del 1 de septiembre al 30 de noviembre
| Pos. | Equipo               | Pts. | PJ | G | GPR | E | PPR | P | GF | GC | Dif. | Clasificación        |
| ---- | -------------------- | ---- | -- | - | --- | - | --- | - | -- | -- | ---- | -------------------- |
| 1    | Júbilo Iwata (Q)     | 35   | 15 | 9 | 4   | 0 | 0   | 2 | 33 | 13 | +20  | Final del Campeonato |
| 2    | Gamba Osaka          | 27   | 15 | 7 | 3   | 0 | 1   | 4 | 24 | 13 | +11  |                      |
| 3    | Kashima Antlers      | 26   | 15 | 8 | 1   | 0 | 0   | 6 | 25 | 21 | +4   |                      |
| 4    | Tokyo Verdy 1969     | 24   | 15 | 6 | 2   | 2 | 1   | 4 | 26 | 19 | +7   |                      |
| 5    | F.C. Tokyo           | 22   | 15 | 6 | 2   | 0 | 1   | 6 | 20 | 19 | +1   |                      |
| 6    | Yokohama F. Marinos  | 22   | 15 | 5 | 3   | 1 | 0   | 6 | 16 | 16 | 0    |                      |
| 7    | Kyoto Purple Sanga   | 22   | 15 | 6 | 2   | 0 | 1   | 6 | 18 | 24 | −6   |                      |
| 8    | Urawa Red Diamonds   | 21   | 15 | 4 | 4   | 1 | 2   | 4 | 20 | 14 | +6   |                      |
| 9    | Kashiwa Reysol       | 21   | 15 | 6 | 0   | 3 | 2   | 4 | 18 | 17 | +1   |                      |
| 10   | Vissel Kobe          | 19   | 15 | 5 | 1   | 2 | 3   | 4 | 21 | 22 | −1   |                      |
| 11   | JEF United Ichihara  | 18   | 15 | 6 | 0   | 0 | 1   | 8 | 16 | 19 | −3   |                      |
| 12   | Shimizu S-Pulse      | 17   | 15 | 5 | 1   | 0 | 2   | 7 | 16 | 24 | −8   |                      |
| 13   | Nagoya Grampus Eight | 16   | 15 | 5 | 0   | 1 | 2   | 7 | 21 | 23 | −2   |                      |
| 14   | Sanfrecce Hiroshima  | 16   | 15 | 4 | 1   | 2 | 4   | 4 | 18 | 21 | −3   |                      |
| 15   | Vegalta Sendai       | 12   | 15 | 3 | 1   | 1 | 2   | 8 | 17 | 30 | −13  |                      |
| 16   | Consadole Sapporo    | 9    | 15 | 2 | 1   | 1 | 4   | 7 | 15 | 29 | −14  |                      |

 Fuente: J. League Data Site: 2002 J.LEAGUE Division 1 2nd League table
Criterios de clasificación: 1) puntos; 2) diferencia de goles; 3) número de goles marcados; 4) resultados entre los equipos en cuestión.
Sistema de puntuación: Victoria = 3 puntos; Victoria en prórroga (GP) = 2 puntos; Empate (E) = 1 punto; Derrota = 0 puntos

#### General
| Pos. | Equipo                  | Pts. | PJ | G  | GPR | E | PPR | P  | GF | GC | Dif. | Clasificación o descenso                   |
| ---- | ----------------------- | ---- | -- | -- | --- | - | --- | -- | -- | -- | ---- | ------------------------------------------ |
| 1    | Júbilo Iwata (C, Q)     | 71   | 30 | 18 | 8   | 1 | 0   | 3  | 72 | 30 | +42  | Clasificado a la Copa de Campeones A3 2003 |
| 2    | Yokohama F. Marinos     | 55   | 30 | 13 | 6   | 4 | 0   | 7  | 44 | 27 | +17  |                                            |
| 3    | Gamba Osaka             | 54   | 30 | 15 | 4   | 1 | 3   | 7  | 59 | 32 | +27  |                                            |
| 4    | Kashima Antlers (Q)     | 53   | 30 | 17 | 1   | 0 | 2   | 10 | 46 | 39 | +7   | Clasificado a la Copa de Campeones A3 2003 |
| 5    | Kyoto Purple Sanga      | 46   | 30 | 11 | 6   | 1 | 1   | 11 | 44 | 42 | +2   |                                            |
| 6    | Nagoya Grampus Eight    | 45   | 30 | 14 | 1   | 1 | 3   | 11 | 49 | 41 | +8   |                                            |
| 7    | JEF United Ichihara     | 41   | 30 | 12 | 1   | 3 | 2   | 12 | 38 | 42 | −4   |                                            |
| 8    | Shimizu S-Pulse         | 41   | 30 | 10 | 4   | 3 | 2   | 11 | 33 | 43 | −10  |                                            |
| 9    | F.C. Tokyo              | 39   | 30 | 11 | 2   | 2 | 3   | 12 | 43 | 46 | −3   |                                            |
| 10   | Tokyo Verdy 1969        | 37   | 30 | 8  | 5   | 3 | 1   | 13 | 41 | 43 | −2   |                                            |
| 11   | Urawa Red Diamonds      | 35   | 30 | 7  | 6   | 2 | 4   | 11 | 41 | 38 | +3   |                                            |
| 12   | Kashiwa Reysol          | 32   | 30 | 9  | 1   | 3 | 3   | 14 | 38 | 48 | −10  |                                            |
| 13   | Vegalta Sendai          | 32   | 30 | 9  | 2   | 1 | 5   | 13 | 40 | 57 | −17  |                                            |
| 14   | Vissel Kobe             | 31   | 30 | 8  | 2   | 3 | 8   | 9  | 33 | 44 | −11  |                                            |
| 15   | Sanfrecce Hiroshima (R) | 26   | 30 | 7  | 1   | 3 | 6   | 13 | 32 | 47 | −15  | Descendido a J. League Division 2 2003     |
| 16   | Consadole Sapporo (R)   | 15   | 30 | 4  | 1   | 1 | 8   | 16 | 30 | 64 | −34  | Descendido a J. League Division 2 2003     |

 Fuente: J. League Data Site: 2002 J.LEAGUE Division 1 Overall table for the season
Criterios de clasificación: 1) puntos; 2) diferencia de goles; 3) número de goles marcados; 4) resultados entre los equipos en cuestión.
Notas:
1. ↑  Kashima Antlers se clasificó para la Copa de Campeones A3 2003 al ganar la Copa J. League 2002.

Sistema de puntuación: Victoria = 3 puntos; Victoria en prórroga (GP) = 2 puntos; Empate (E) = 1 punto; Derrota = 0 puntos

### Final del campeonato
No fue necesaria su disputa al vencer Júbilo Iwata en las dos rondas.
|                                  |
|                                  |
| Campeón Júbilo Iwata 3.er título |

## J. League 2
La cuarta edición de la segunda división logró consolidarse entre los aficionados, pero varios clubes intentaban lograr estabilidad. La lucha en la parte superior de la tabla por el ascenso, en la que se vieron implicados cuatro equipos, mantuvo el interés por la competición. Varios equipos de la J1 comenzaron a ceder a sus juveniles a los equipos más débiles de la J2 para que éstos tuvieran minutos como titulares en un equipo inferior. Un ejemplo de ello fue Shimizu S-Pulse con Ventforet Kofu, club que firmó una séptima plaza tras quedar colista los tres primeros años.
La J. League utilizó la J2 para realizar un experimento con respecto al sistema de puntuación. En 2002 la competición eliminó la prórroga, por lo que los puntos que pasaban a recibir los equipos serían como los de cualquier liga internacional (3 victoria, 1 empate y 0 derrota). Las razones para implantar este método fueron la carga de partidos que padecían los clubes (44 en total). Tras resultar exitoso en su aplicación, la J. League lo impondría también en la J1 a partir de la temporada 2003.
Los equipos que lograron el ascenso fueron Oita Trinita, tras varios años en la parte superior de la tabla, y Cerezo Osaka.

### Clasificación
| Puesto | Equipo            | Ptos | V  | E  | P  | GF | GC | DG  | Nota     |
| ------ | ----------------- | ---- | -- | -- | -- | -- | -- | --- | -------- |
| 1      | Oita Trinita      | 94   | 28 | 10 | 6  | 67 | 34 | +33 | Asciende |
| 2      | Cerezo Osaka      | 87   | 25 | 12 | 7  | 93 | 53 | +40 | Asciende |
| 3      | Albirex Niigata   | 82   | 23 | 13 | 8  | 75 | 47 | +28 |          |
| 4      | Kawasaki Frontale | 80   | 23 | 11 | 10 | 71 | 53 | +18 |          |
| 5      | Shonan Bellmare   | 64   | 16 | 16 | 12 | 46 | 43 | +3  |          |
| 6      | Omiya Ardija      | 59   | 14 | 17 | 13 | 52 | 42 | +10 |          |
| 7      | Ventforet Kofu    | 58   | 16 | 10 | 18 | 51 | 55 | -4  |          |
| 8      | Avispa Fukuoka    | 42   | 10 | 12 | 22 | 58 | 69 | -11 |          |
| 9      | Sagan Tosu        | 41   | 9  | 14 | 21 | 41 | 64 | -23 |          |
| 10     | Mito HollyHock    | 40   | 11 | 7  | 26 | 45 | 73 | -28 |          |
| 11     | Montedio Yamagata | 35   | 6  | 17 | 21 | 29 | 57 | -28 |          |
| 12     | Yokohama FC       | 35   | 8  | 11 | 25 | 43 | 81 | -38 |          |

Sistema de puntuación: Victoria = 3 puntos; Empate (E) = 1 punto; Derrota = 0 puntos

## Premios

### Individuales
- Jugador más valioso del campeonato: Naohiro Takahara (Júbilo Iwata)
- Máximo goleador: Naohiro Takahara, 26 goles (Júbilo Iwata)
- Mejor debutante: Keisuke Tsuboi (Urawa Red Diamonds)
- Mejor entrenador: Masakazu Suzuki (Júbilo Iwata)

### Mejor once inicial
| Posición | Futbolista        | Club                | País              |
| -------- | ----------------- | ------------------- | ----------------- |
| GK       | Hitoshi Sogahata  | Kashima Antlers     | Bandera de Japón  |
| DF       | Hideto Suzuki     | Júbilo Iwata        | Bandera de Japón  |
| DF       | Makoto Tanaka     | Júbilo Iwata        | Bandera de Japón  |
| DF       | Naoki Matsuda     | Yokohama F. Marinos | Bandera de Japón  |
| MF       | Mitsuo Ogasawara  | Kashima Antlers     | Bandera de Japón  |
| MF       | Takashi Fukunishi | Júbilo Iwata        | Bandera de Japón  |
| MF       | Toshiya Fujita    | Júbilo Iwata        | Bandera de Japón  |
| MF       | Hiroshi Nanami    | Júbilo Iwata        | Bandera de Japón  |
| FW       | Emerson           | Urawa Red Diamonds  | Bandera de Brasil |
| FW       | Naohiro Takahara  | Júbilo Iwata        | Bandera de Japón  |
| FW       | Masashi Nakayama  | Júbilo Iwata        | Bandera de Japón  |